# Ødis Mølle
Ødis Mølle er en middelalderlig vandmølle ved Drenderup voldsted, Ll. Drenderup i Ødis Sogn, der blev udgravet Haderslev Museum (nu en del af Museum Sønderjylland) i 2003. 
På en stor rektangulær banke med en voldgrav fandt arkæologerne øst for Drenderup Møllegård og vest for Ødis Sø spor af en gammel middelalderlig vandmølle. 

## Ødis eller Ll. Drenderup Vandmølle
Ødis Mølle, der dendrokronologisk er dateret til 1340, var en underfaldsmølle, som er blevet udgravet i 2003 med en meget veldokumenteret fundbeskrivelse.
Fundstedet er lige syd for landevejen mellem Vamdrup og Ødis for enden af en markvej. Her løber Drenderup Bæk omgivet af dyrkede marker, som skråner ned mod bæklejet. Strømmen løber mod vest, og er engang i 1950’erne blevet rørlagt. 
På Drenderup Møllegård vidste man, at der i 1584 havde ligget en ældre vandmølle, da adelsmanden Christopher Johansen Lindenov (1520 -1585) sælger godset Drenderupgård til kronen.

## Møllehuset
Møllehuset har været forholdsvist lille, kun ca. 4,5 x 7 meter stort. Taget har været dækket med et mere forgængeligt materiale for eksempel træ eller strå. Vinduer må der selvfølgelig have været, og hvad angår døre, så har de med størst sandsynlighed siddet i nord- og vestvæggen, mod syd har bækken løbet, og øst for huset har der været meget sumpet.
Kværnen har stået på overetagen, hvor man kunne påfylde kværnen. I underetagen blev møllehjulsakselen ført ind i huset og kraften omformet via forskellige tandhjul, som har trukket kværnen.

## Møllens driftsperiode
Fra anlæggelsen af møllen i 1341 til det yngste arbejde foretages på møllen, er der 145 år, det vil altså sige det antal år, som møllen med sikkerhed har fungeret. Dertil kommer så de eventuelle 50 år man kan lægge til de yngst daterede stolper for at få hele brugsperioden inden vandmøllen nedlægges. Møllen har således fungeret mellem 145 og 200 år måske sideløbende med den yngre Drenderup Mølle længere mod vest.

## Spunsvægge
At mølledæmninger ved græsmøller i ældre tid ikke kun har bestået af jord og sten vidner fundet af meget velbevarede egetræsspunsvægge om. 
Haderslev Museum fandt et helt system af spunsvægge, som skulle lede vandet udenom møllen for at forhindre oversvømmelser i selve møllerenden ved regnskyl o.l.
Spunsvæggen er omhyggeligt forarbejdet af stavplanker og mindre små runde pæle, som med trænagler er fastgjort til en lægte.